# Black Dice
Black Dice ist eine experimentelle Noise-Gruppe aus Brooklyn, New York City.

## Geschichte
Black Dice formierten sich im Frühling 1997, kurz nachdem der Gitarrist Bjorn Copeland den Drummer Hisham Bharoocha auf der Rhode Island School of Design kennenlernte. Zusammen mit Bjorns Bruder Eric Copeland als Sänger und den Bassisten Sebastian Blanck war die Band in ihrer ersten Konstellation zusammen. Die frühe Musik von Black Dice wurde als von Trashcore beeinflusstem Noise beschrieben. Sie veröffentlichten mehrere 7"s und tourten für kurze Zeit, bevor Blanck die Band verließ und durch Aaron Warren ersetzt wurde. 1999 zog die Band nach New York City und begann mit dem Klang mehr zu experimentieren, so dass mehr Pedale in ihre Ausrüstung aufgenommen wurden. Ihr Sound wandelte sich von ihrem frühen punkähnlichen Stil hin zum motorischen und Dub-ähnlichen Noise-Rock.
Sie sind auch bekannt als Teil des Künstlernetzwerks Fort Thunder aus Providence, wo auch Lightning Bolt anfangs lebten und werkten.
Aufmerksamkeit erlangten Black Dice durch den Plattenvertrag mit FatCat Records und DFA Records. Ihr erstes Album auf dem Label, Beaches & Canyons, sowie ihr Folgealbum Creature Comforts wurden bekannt. Jedoch musste die Band Rückschläge erleiden, da der Drummer Bharoocha nach Japan zog und die lang geplante Tour mit der befreundeten Band Animal Collective abgesagt werden musste.
Nun nur noch als Trio nahmen Black Dice in Australien Broken Ear Record (2005) auf. Ohne Drummer änderte sich die Musik erneut hin zu Afrobeat und Breakbeat. Im Laufe der Karriere tourte die Band auf fünf Kontinenten mit Künstlern wie The Residents oder Godspeed You! Black Emperor.
Noah Lennox von Animal Collective sagte 2005 in einem Interview über Black Dice: "[...] I feel like the wisest things I’ve learned about being in a band I learned by watching them." 2009 bestätigte Lennox in einem Interview mit dem Magazin Magic, dass er Black Dice wie ein "Model für eine Band" sah:

„I feel like as a band, I can't speak for the other guys, but certainly for myself, like I modelled the way I approach to everything with the band watching the way Black Dice did it."“

2007 wechselte die Band zu Paw Tracks. Dort wurde im selben Jahr das Album Load Blown veröffentlicht, die den Song Kokomo beinhaltete. Kokomo war der erste Track der Band, zu dem ein Musikvideo produziert wurde. Ihr bis dato letztes Album Repo erschien 2009.

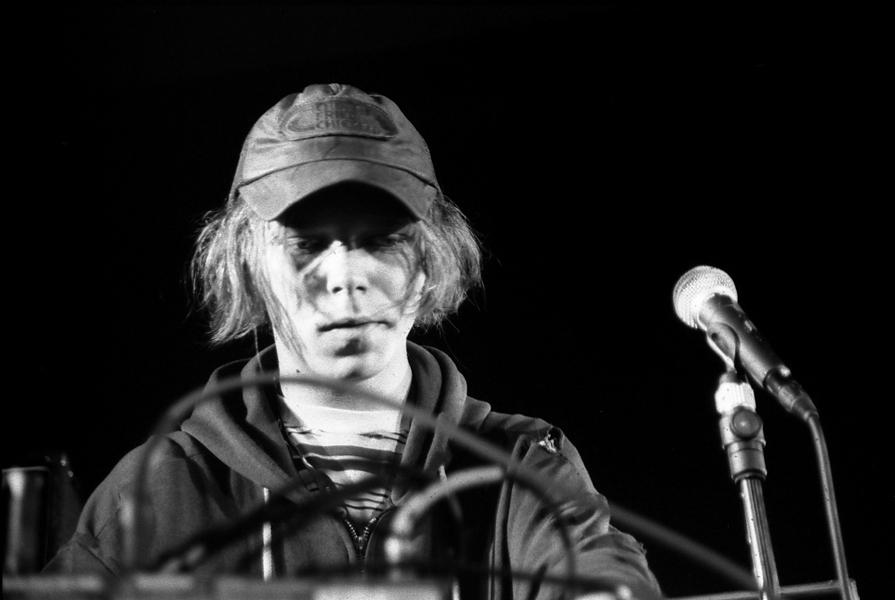
Eric Copeland bei einem Black Dice-Konzert, 2004

## Diskografie

### Studioalben
- #3 – 2000
- Cold Hands – 2001
- Beaches & Canyons – 2002
- Creature Comforts – 2004
- Broken Ear Record – 2005
- Load Blown – 2007
- Repo – 2009
- Mr. Impossible – 2012

### EPs
- Lost Valley – 2003
- Miles of Smiles – 2004
- Chocolate Cherry – 2009

2004 erschien auf DFA Records zusammen mit Animal Collective die Split-EP Wastered.